# بولا نيجري
بولا نيجري (3 يناير 1897 - أغسطس 1987) كانت ممثلة سينمائية ومغنية بولندية حققت شهرة عالمية خلال العصور الصامتة والذهبية لهوليوود والأفلام الأوروبية لأدوارها التراجيدية والفتاكة وتم الاعتراف بها كرمز جنسي.

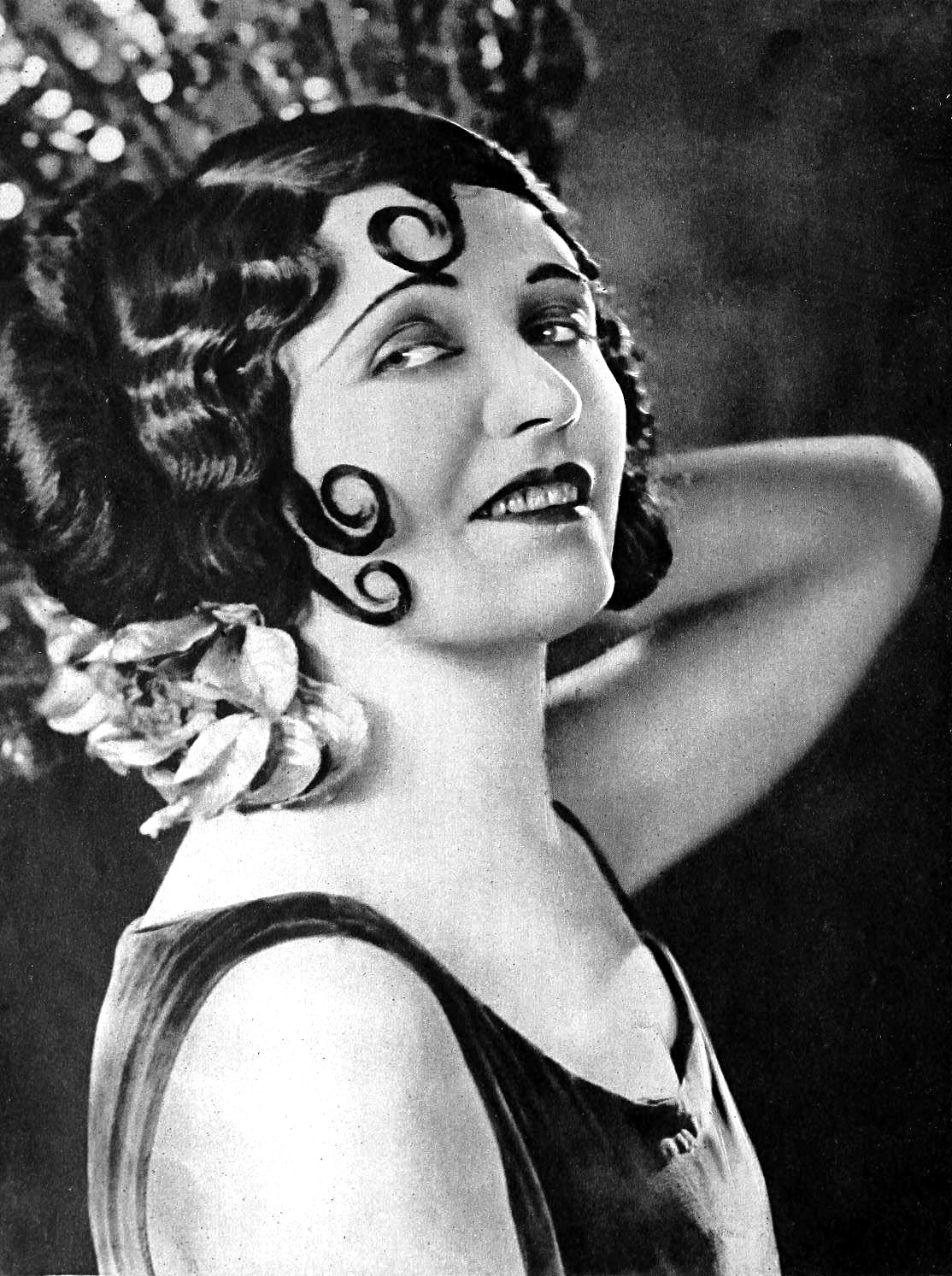

نشأت نيجري في كونغرس بولندا، وعرِفت طفولة صعبة: بعد إرسال والدها إلى سيبيريا، نشأت على يد والدتها العازبة في فقر، وعانت من مرض السل في سن المراهقة. تعافت نيغري، وذهبت لدراسة الباليه والتمثيل في وارسو، وأصبحت ممثلة مسرحية معروفة هناك. في عام 1917، انتقلت إلى ألمانيا، حيث بدأت في الظهور في الأفلام الصامتة لاستوديو UFA في برلين. لفتت عروضها السينمائية لـ شركة يونيفيرسال فيلم انتباه المديرين التنفيذيين في هوليوود في باراماونت بيكتشرز، الذين عرضوا عليها عقد فيلم.
وقعت نيغري عقدًا مع باراماونت عام 1922، مما جعلها أول ممثلة أوروبية في التاريخ يتم التعاقد معها في هوليوود. أمضت الكثير من العشرينات من القرن الماضي وهي تعمل في الولايات المتحدة لتظهر في العديد من الأفلام لصالح باراماونت، ورسّخت نفسها كواحدة من أشهر الممثلات في الفيلم الأمريكي الصامت. في الثلاثينيات، أثناء ظهور الفيلم الصوتي، عادت نيغري إلى أوروبا، حيث ظهرت في عدة أفلام وبدأت أيضًا مسيرتها المهنية كفنانة تسجيل. لقد صنعت فيلمين فقط بعد عام 1940، وكان آخر رصيد لها على الشاشة في فيلم والت ديزني غزال القمر (1964).
قضت نيغري حياتها اللاحقة إلى حد كبير خارج المجال العام. حصلت على الجنسية الأمريكية في عام 1951، وأمضت ما تبقى من حياتها تعيش في سان أنطونيو، تكساس، حيث توفيت بالتهاب رئوي ثانوي لورم في المخ رفضت علاجه، في عام 1987، عن عمر يناهز 90 عامًا.

## الحياة والمسيرة المهنية
وُلدت نيغري أبولونيا تشالوبيك في 3 يناير 1897 في ليبنو، الكونغرس البولندي، الإمبراطورية الروسية (ليبنو الحالية، بولندا)، وهي الطفلة الوحيدة الباقية (من بين ثلاثة) لأم بولندية، إليونورا كيوتشيسكا (توفيت في 24 أغسطس 1954). وفقًا لنيغري، جاءت والدتها من طبقة نبلاء بولندية فقيرة،  وقد فقدت عائلتها ثروتها بسبب دعم نابليون بونابرت. كان والد نيغري، يوراي تشالوبيك البولندي (توفي عام 1920)، من نيسلوزا.   بعد أن ألقت السلطات الروسية القبض على والدها بسبب أنشطته الثورية وإرساله إلى سيبيريا، انتقلت هي ووالدتها إلى وارسو، حيث كانوا يعيشون في فقر. 